# Luci Flavi (tribú)
Luci Flavi (en llatí Lucius Flavius) va ser un magistrat romà del segle i aC. Formava part de la gens Flàvia.
Va ser tribú de la plebs l'any 60 aC. Per suggeriment de Gneu Pompeu, va proposar una llei agrària destinada principalment a beneficiar els veterans de Pompeu, cosa que els veterans van recolzar fervorosament. L'any 59 aC amb el suport de Pompeu va ser elegit pretor per l'any 58 aC. La seva amistat amb Ciceró sembla deguda a la influència de Pompeu. Ciceró el va recomanar al seu germà Quint, que era pretor a Àsia, per que l'ajudés a resoldre uns afers sobre una herència.
Pompeu li va encarregar la custòdia del jove Tigranes, fill de Tigranes II d'Armènia, ostatge romà, però Publi Clodi Pulcre es va apoderar del príncep armeni gràcies a un suborn, i Flavi no el va poder recuperar. Ciceró diu expressament que Luci Flavi era amic de Juli Cèsar i per això no és improbable que fos el mateix Luci Flavi que va rebre una legió i el govern de Sicília de mans de Cèsar l'any 49 aC.